# New Harvest...First Gathering
New Harvest... First Gathering är ett studioalbum av Dolly Parton, släppt i februari 1977.
Det blev Dolly Partons första självproducerade album, liksom countryartisten Dolly Partons första försök att nå poplistorna. Det mesta spelades in i Los Angeles, och därmed hennes första album att spelas in utanför Nashville.
Förutom sånger hon skrivit själv, spelade hon in "My Girl", som gjorts känd av The Temptations, och här sjöngs som "My Love", samt "(Your Love Keeps Lifting Me) Higher and Higher" som ursprungligen spelades in av Jackie Wilson. Albumet nådde inte blev lika stora framgångar som det förväntades, toppade det USA:s countryalbumlista. Dock nåddes "bara" placeringen # 77 på USA:s popalbumlista, och singeln "Light of a Clear Blue Morning" nådde som högst placeringen # 87 på USA:s popsingellista. Det fick dock bra kritik och ett av spåren, "Applejack" har blivit en av Dolly Partons mest kända sånger. Vid inspelningen av sången medverkade flera berömda countryartister, som Kitty Wells, Johnny Wright, Chet Atkins, and Minnie Pearl.)
Albumet nominerades till en Grammy för "bästa kvinnliga sånginsats inom country" för sången "(Your Love Keeps Lifting Me) Higher and Higher."
I samband med konsertturnén An Evening with Dolly Parton 2006–2007 släppte BMG Germany (en avdelning inom Sony/BMG) albumet för första gången på CD, detta tillsammans med albumet All I Can Do från 1976.

## Låtlista
1. Light of a Clear Blue Morning
2. Applejack
3. My Girl (My Love)
4. Holdin' On to You
5. You Are
6. How Does It Feel?
7. Where Beauty Lives in Memory
8. (Your Love Keeps Lifting Me) Higher and Higher
9. Getting in My Way
10. There